# Otto Struve
Otto Struve (Carcóvia, 12 de Agosto de 1897 — Berkeley, 6 de Abril de 1963) foi um astrônomo russo-americano.

## Vida
Em russo, seu nome é dado às vezes como Otto Lyudvigovich Struve (Отто Людвигович Струве); entretanto, ele passou a maior parte de sua vida e sua carreira científica inteira nos Estados Unidos.
Ele era filho de Gustav Wilhelm Ludwig Struve, neto de Otto Wilhelm von Struve e bisneto de Friedrich Georg Wilhelm Struve, que foram astrônomos russos de origem étnica alemã. Ele foi também sobrinho de Hermann Struve.
Ele interrompeu seus estudos para alistar-se para a Primeira Guerra Mundial, e então durante a Guerra Civil Russa ele lutou
Em 1925, ele se casou com a cantora Mary Martha Lanning. Eles não tiveram filhos, e desta forma a famosa dinastia astronômica de Struve chegou ao fim.

## Honras
| Asteroides descobertos: 2 | Asteroides descobertos: 2 |
| ------------------------- | ------------------------- |
| 991 McDonalda             | 24 de Outubro de 1922     |
| 992 Swasey                | 14 de Novembro de 1922    |

### Prêmios
- Medalha de Ouro da Royal Astronomical Society (1944)[1]
- Medalha Bruce (1948)[2]
- Medalha Henry Draper (1949)[3]
- Prémio Jules Janssen (1954)[4]
- Medalha Rittenhouse (1954)[5]
- Medalha Janssen (1955)
- Henry Norris Russell Lectureship da American Astronomical Society (1957)

### Nomes em sua homenagem
- Struve (cratera) na Lua (os três astrônomos Struve)
- Asteróide 2227 Otto Struve
- Telescópio Otto Struve no Observatório McDonald